# Nassella chaparensis
Nassella chaparensis är en gräsart som beskrevs av Félix P. Rojas. Nassella chaparensis ingår i släktet nassellor, och familjen gräs.
Artens utbredningsområde är Bolivia. Inga underarter finns listade i Catalogue of Life.